# Romulea nivalis
Romulea nivalis là một loài thực vật có hoa trong họ Diên vĩ. Loài này được (Boiss. & Kotschy) Klatt miêu tả khoa học đầu tiên năm 1882.